# Саяпин, Емельян Петрович
Емельян Петрович Саяпин (26 января 1923, Вязовка, Саратовская губерния — 18 апреля 1945, Дембно, Район Кёнигсберг-ин-дер-Ноймарк) — капитан Рабоче-крестьянской Красной Армии, участник Великой Отечественной войны, Герой Советского Союза (1945).

## Биография
Емельян Саяпин родился 26 января 1923 года в селе Вязовка (ныне — Еланский район Волгоградской области). Окончил девять классов школы. В 1941 году Саяпин был призван на службу в Рабоче-крестьянскую Красную Армию. 29 февраля 1942 года окончил Буйнакское пехотное училище. С октября 1942 года — на фронтах Великой Отечественной войны. К январю 1945 года гвардии капитан Емельян Саяпин командовал ротой 286-го гвардейского стрелкового полка 94-й гвардейской стрелковой дивизии 5-й ударной армии 1-го Белорусского фронта. Член ВКП(б) с 1943 года.
Отличился во время Висло-Одерской операции.
Рота Саяпина успешно прорвала немецкую оборону в районе города Варка и первой переправилась через реку Пилица, после чего удерживала плацдарм на её западном берегу до подхода основных сил. Саяпин три раза был ранен, но продолжал сражаться, уничтожив 17 вражеских солдат и офицеров. В тех боях его рота захватила 5 артиллерийских орудий, 2 миномёта и около 100 солдат и офицеров противника.
Указом Президиума Верховного Совета СССР от 27 февраля 1945 года гвардии капитан Емельян Саяпин был удостоен высокого звания Героя Советского Союза с вручением ордена Ленина и медали «Золотая Звезда» за номером 5627.
18 апреля 1945 года Саяпин погиб в бою в городе Нойдамм, где и похоронен.

### Семья
Мать — Анна Михайловна Саяпина.

## Награды
- Медаль «За отвагу» (19.4.1943)[2][6]
- Орден Отечественной войны 2-й степени (11.9.1944)[7]
- Медаль «Золотая Звезда» № 5627 Героя Советского Союза и орден Ленина (27.2.1945).

## Память
В честь Саяпина установлен обелиск в Елани.